# XIII: The Conspiracy
XIII: The Conspiracy is een Canadees-Franse miniserie uit 2008 onder regie van Duane Clark.

## Verhaal
Sally Sheridan, de eerste vrouwelijke president van de Verenigde Staten, wordt tijdens haar speech op Veteran's Day neergeschoten in Raleigh, North Carolina, en overlijdt aan haar verwondingen. Na de aanslag wordt vicepresident Galbrain met spoed beëdigd als opvolger om het immer verdeelde land met onbegrensde mogelijkheden te regeren. De Republikeinse senator Wally Sheridan, bijgestaan door zijn vrouw, zweert wraak op de moord op zijn geliefde zus, terwijl democraat Galbrain kolonel Samuel Amos aanwijst als de geëigende persoon om het onderzoek naar de aanslag op zijn voormalige meerdere te leiden.
In Bomont, West Virginia, treft veteraan Abe Miller – met hond Pronto genietend van zijn oude dag – een in de bomen gestrande parachutist aan en neemt de gewonde ziel mee naar zijn woning in the middle of nowhere. Zijn vrouw Martha ontfermt zich over de onbekende man en verzorgt de welkome indringer als ware het haar in de oorlog gesneuvelde zoon. Naast twee kogels in zijn gespierde lijf vindt het bejaarde echtpaar een numerieke tatoeage op zijn borstkas, maar "XIII" heeft geen benul van zijn werkelijke identiteit. Met de verkiezingen in het vizier richt president Galbrain zich – in de hoop dat de kiezers hem gunstig gezind zijn – op het weldra vinden van een verdachte.
Tijdens zijn herstel gebruikt "XIII" de SD-kaart uit zijn horloge om op de computer van het verzorgende koppel naarstig naar meer informatie over zijn tatoeage te zoeken. De National Security Agency pikt het signaal van zijn locatie op en stuurt binnen afzienbare tijd een volledige squad op hun aan amnesie lijdende target af om hem uit te horen en vervolgens op te ruimen. "XIII" schakelt zijn belagers op instinct uit, maar kan niet voorkomen dat zijn verplegers het verlaten veld moeten ruimen in dienst van de nationale veiligheid. Na een kort duel met de gearriveerde Mongoose ontsnapt "XIII" in de auto van de klusjesman en vindt in het voertuig een foto van zichzelf in samenzijn met een onbekende vrouw.
Op de vlucht in New York stapt "XIII" een fotozaak in SoHo, Manhattan, binnen om stoere uitbaatster Sam – na het oplossen van een akkefietje met haar ex – met zijn onaannemelijke verhaal te imponeren en de vrouw op de foto te helpen identificeren. "XIII" ontvangt de naam en het adres van de onbekende vrouw en wil zichzelf toegang verschaffen tot een disk met vermoedelijk informatie over zijn ware identiteit, niet wetend dat hij het track-'n'-trace-programma van de Secret Service initieert. In het verlaten appartement van Kim Rowland vindt de vluchteling de ontslagbrief van de bewoonster, artikelen over de Haditha killings, stapels dollarbiljetten en dezelfde foto met de poëtische tekst "Where The Indian Goes...". De Secret Service valt – onder leiding van Douglas Malick – de woning van de onbekende vrouw binnen, maar "XIII" laat zich niet uit het veld slaan en snelt – met de identiteit van Steve Rowland – naar zijn eigen stulp.
Mongoose drogeert "XIII" onder eigen dak en schakelt zijn ongeluksgetal tijdelijk uit. Bij het ontwaken zit het heldhaftige eenmansleger vastgeketend op een stoel tegenover zijn brute belagers. Mongoose maakt met zijn tatoeage duidelijk dat hij als "XII" deel uitmaakt van de samenzwering, maar verliest zijn martelaar opnieuw uit handen wanneer handlanger Mr. Cody het sloopwerk niet zorgvuldig uitvoert en Steve zonder gesproken woorden de rijdende truck kan verlaten. In haar fotozaak vertelt Sam dat ze op het internet informatie heeft gevonden over de herkomst van zijn fysieke brandmerk. In de koloniën van het oude Rome hebben generaals getracht een staatsgreep te plegen, waarbij samenzweerders met een nummer werden gebrandmerkt om immer te weten wie trouw was aan de zaak. Het geheime genootschap onderhield een bepaalde mate van hiërarchie: voetsoldaten kregen hoge nummers, denkers kregen lage nummers, de bevelhebber kreeg nummer "I". Steve strijkt een reeks foto's op en ziet op één afbeelding hoe zijn "wederhelft" Kim pronkend voor een bord staat met de naam Kellownee Valley.
In het afgelegen huis in de vallei verblijft Kim tijdelijk met haar vader – generaal Ben Carrington – en CIA-agente Lauren Jones. Carrington, adjunct-directeur van de NSA, vertelt "XIII" dat de eigenlijke Steve Rowland na de Haditha killings in Irak oneervol ontslag heeft gekregen en zich in de VS heeft laten rekruteren voor een ultrageheime opdracht op nationaal niveau. Na het ontslag van Steve heeft zijn vrouw Kim de gangen van haar man willen onderzoeken en zich als "XVII" in het terroristische verbond opgewerkt. Bij de aanslag op president Sheridan heeft Steve het loodje moeten leggen, waarna "XIII" zich vrijwillig heeft opgegeven om zich via plastische chirurgie te laten ombouwen tot de volgens een gevaarlijke horde extremisten nog levende Steve Rowland. Agente Jones heeft opgetreden als contactpersoon voor de operatie. Sluipschutter Mongoose wil "XIII" vanaf grote afstand voorgoed het zwijgen opleggen, maar jaagt abusievelijk een kogel door het ranke lijf van de later in Ben's armen stervende Kim. Kolonel Amos staat plotseling met zijn agenten in de woonkamer om "XIII" in te rekenen en middels marteling door "XIV" tot een bekentenis te dwingen, maar de loyale Lauren helpt hem te ontsnappen aan nog meer pijnbankpraktijken.
President Galbrain haalt kolonel Amos wegens gebrek aan bekwaamheid van het onderzoek naar de moord op zijn voorgangster en draagt het gezag over aan Calvin Wax, stafchef van het Witte Huis. "XIII" en Lauren worden ondertussen overgebracht naar een safehouse, toegewezen door de NSA, waar generaal Carrington de amnesist zijn ware identiteit teruggeeft. Ross Tanner heeft vrouw en dochter verloren tijdens Sarin Gas-aanslagen in Chicago. Kolonel Jack McCall is supervisor geweest van de paramilitaire unit waarvan Steve Rowland deel uitmaakte en gelooft dat de door zijn eenheid gepleegde terroristische attentaten in binnen- en buitenland slechts een voorbode zijn voor een grotere doelstelling voor de ophanden zijnde verkiezingen. "XIII" en Lauren reizen naar een inactieve faciliteit in Noord-Montana en luisteren een teleconferentie af waarin McCall met Wax communiceert, maar de kolonel schiet zichzelf door het hoofd voordat hem een bekentenis kan worden ontfutseld. Het duo met een missie vertrekt met zo veel mogelijk bewijs en informeert generaal Carrington dat ze een nucleaire aanval voorzien op een stembureau in Maryland. In een verhitte discussie met Samuel beschuldigt Ben de hoofdofficier van betrokkenheid bij een doofpotaffaire, een betichting die Wax als aanleiding ziet om de excellentie te arresteren op verdenking van hoogverraad.
"XIII" en Lauren verrichten online research naar Jasper Winthrow, algemeen directeur van Standard Electronics, waarvan Stratus Dynamics – ‘s werelds tweede militaire leverancier – een dochteronderneming is. "XIII" herkent een logo van Ardent Glass, dochterbedrijf van Winthrow in Petersburg, Virginia. Op het bedrijventerrein stuit "XIII" op een meeting waarbij Calvin Wax zijn conspiratoren – onder wie Jasper Winthrow, Ellery Shipley (Minister van Defensie) en zakenlieden Norman Ryder, Roger Deakins en Warren Glass – met stevige woorden toespreekt. "XIII" is getuige van Wax' koelbloedige moord op verrader Norman en slaagt erin om Mongoose definitief te verdrijven. Met de locatie van de nucleaire aanval op zak – het stadhuis van Bethesda, Maryland – haast "XIII" zich naar de safehouse om met Lauren versteld te staan van Amos' komst. Op aandringen van generaal Carrington wil de kolonel samen met het verborgen tweetal de plot van de samenzwering ontrafelen. "XX" treft uit naam van "I" haar voorbereidingen om van haar kernactie een fascistisch succes te maken.

## Rolverdeling
- Stephen Dorff - "XIII" / Steve Rowland / Ross Tanner
- Caterina Murino - Sam
- Stephen McHattie - Ben Carrington
- Jessalyn Gilsig - Kim Rowland ("XVII")
- Lucinda Davis - Lauren Jones
- Greg Bryk - Samuel Amos
- John Bourgeois - President Galbrain
- Ted Atherton - Wally Sheridan ("I")
- Julie McLeod - Mrs. Sheridan
- Mimi Kuzyk - Sally Sheridan
- Jonathan Higgins - Calvin Wax
- Nigel Shawn Williams - Ellery Shipley
- Val Kilmer - Mongoose ("XII")
- Jacqueline Pillon - "XX"
- Cedric Smith - Abe Miller
- Barbara Gordon - Martha Miller
- Scott Wickware - Jack McCall
- Gouchy Boy - Douglas Malick
- Peter James Haworth - Jasper Winthrow
- Ronn Sarosiak - Norman Ryder
- Andrew Jackson - Roger Deakins
- Dan Duran - Warren Glass
- Julian Richings - Mr. Cody
- Hrant Alianak - Dr. Kimmler
- Todd Sandomirsky - agent Kohn
- Luke Vitale - agent Stanwell
- Matt Baram - lijkschouwer NSA